# Orgesa Zaimi
Orgesa Zaimi, född 25 juli 1985 i Poliçan, är en albansk sångerska och radioprogramledare som arbetar på Radio Televizioni Shqiptar (RTSH), Albaniens statliga TV och radio.
Zaimis första TV-framträdande kom 2004 då hon deltog i sångtalangjakten Ethet e së premtes mbrëma på TVSH. Året därpå deltog hon i Ethet igen, och kom denna gång till finalprogrammen.
2006 deltog Zaimi i Kënga Magjike 2006 tillsammans med sångerskan och låtskrivaren Ronela Hajati. I finalen fick de 21 poäng för sitt bidrag "Requiem" och slutade på 28:e plats av 39 deltagare. Trots den låga placeringen tilldelades de priset "Tendencë" i finalen.
Vid Eurovision Song Contest 2009 var Zaimi bakgrundssångare åt den albanska representanten Kejsi Tola.
Zaimi har flera gånger deltagit i både Kënga Magjike och Top Fest.  Hon ställde upp i Kënga Magjike 2014 med låten "Sa keq" och slutade på 35:e plats i finalen med 148 poäng.
2015 debuterade Zaimi som artist i Festivali i Këngës efter att sent ha kallats in som ersättare åt Edea Demaliaj som drog tillbaka sitt bidrag "Era". Hon deltog med låten "Një shishë në oqean" som skrevs av Agron Tufa med musik av Diana Ziu. Hon deltog i tävlingens första semifinal 25 december 2015, men tog sig inte till finalen.

## Privatliv
Zaimi föddes i den lilla staden Poliçan söder om Berat men flyttade för att studera till Tirana. 2007 tog hon examen i språk och litteratur vid Tiranas universitet. Zaimi är gift med Mentor Beqa och de har en dotter tillsammans.